# Henri de Toulouse-Lautrec

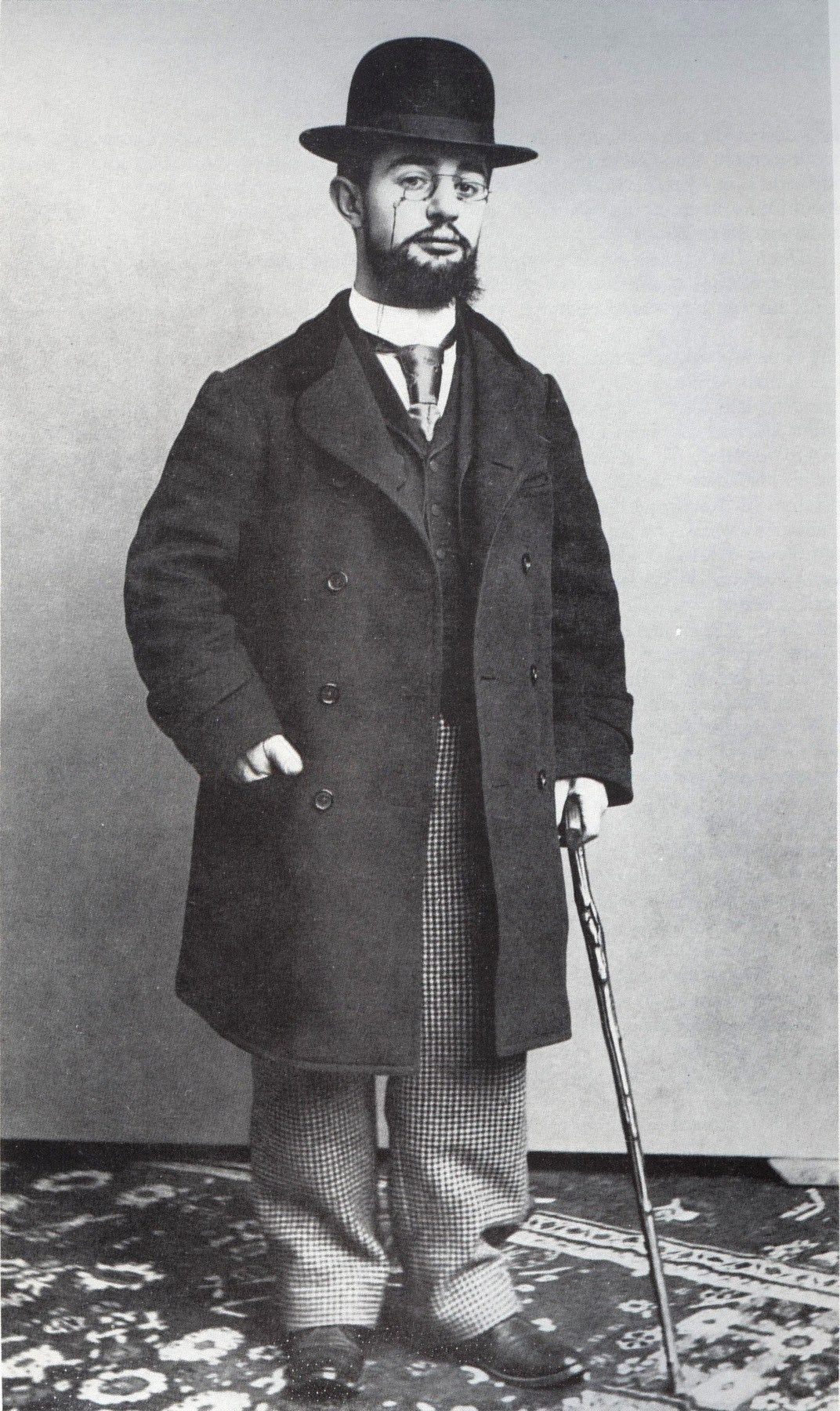
Portret van Henri de Toulouse-Lautrec, 1894, door Paul Sescau, Musée Toulouse-Lautrec, Albi

Henri Marie Raymond graaf de Toulouse-Lautrec-Monfa (Albi, 24 november 1864 - kasteel Malromé (Gironde), 9 september 1901) was een Franse kunstschilder, graficus en lithograaf.

## Levensloop

### Gedaanten
Henri de Toulouse-Lautrec is de afficheontwerper, schilder en chroniqueur van zijn tijd, de "belle époque". Hij is ook de decadente aristocraat die er genoegen in schept de vunzigheid, politieke wanorde, hypocrisie en eenzaamheid van zijn tijd uit te beelden. Hij schetst de verschoppelingen uit zijn maatschappij, in hun intiemste momenten. Hij is ook de kapotte mens die zelf deel uitmaakt van de zwarte nacht van Parijs en de kunstenaar vooral, die kijkt en weergeeft, zonder te moraliseren en zonder pretentieus commentaar.

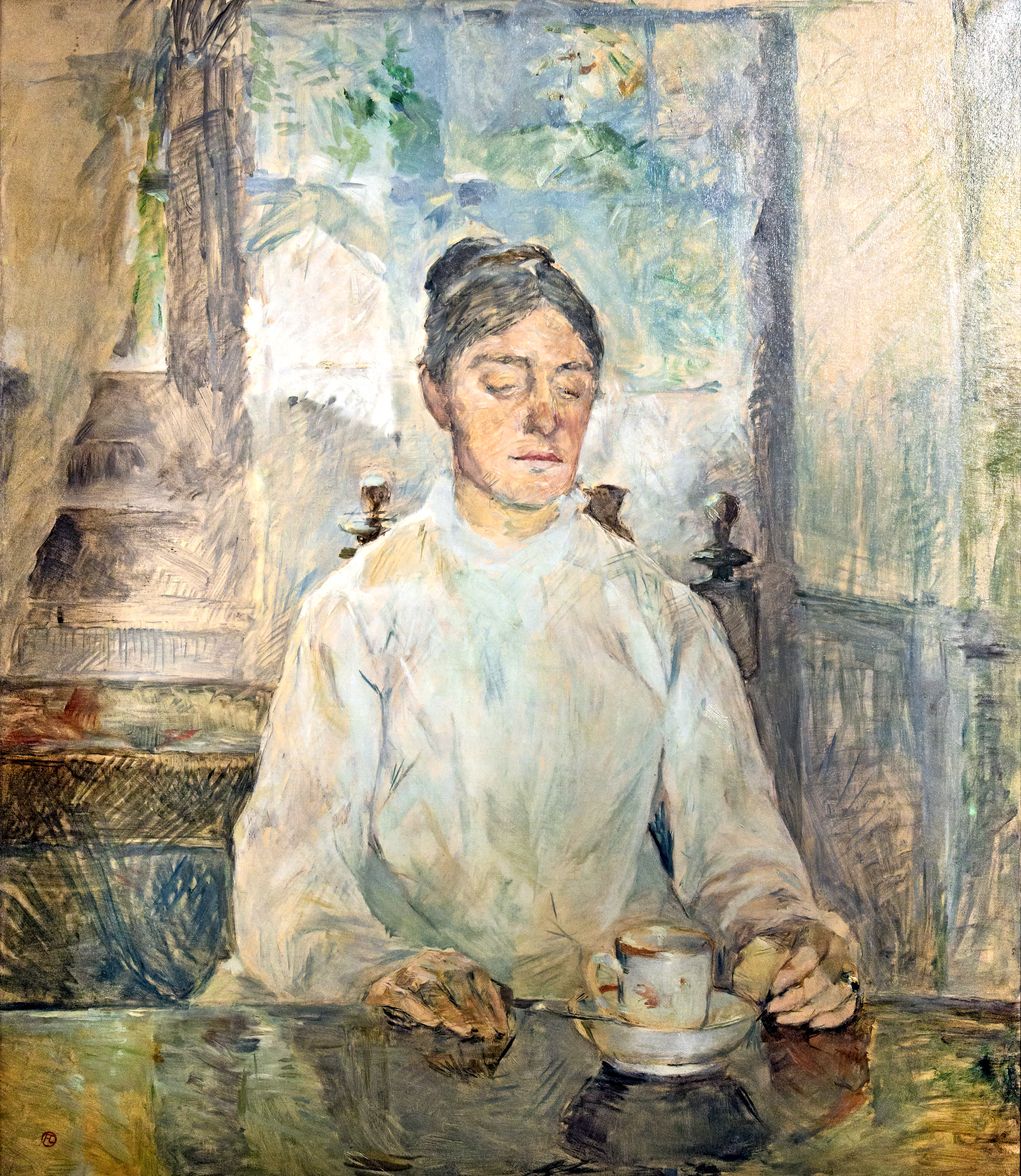
De moeder van de kunstenaar aan het ontbijt in het familiekasteel, circa 1883

### Jeugdjaren
Toulouse-Lautrec-Monfa werd geboren op het landgoed van zijn adellijke familie te Albi (zuidelijke departement Tarn). Zijn vader graaf Alphonse-Charles heeft de inborst van een middeleeuws legerleider, die zich moet schikken in een tijd waarin voor ridderdaden geen ruimte meer is. Een heerszuchtig, eigenzinnig edelman met drie grote liefhebberijen: de jacht, paarden en lekker eten. De adellijke titels van de Toulouse-Lautrecs dateren van omstreeks 750, de tijd van Karel de Grote. De voornaam Henri is bedoeld als eerbetoon aan de Franse troonpretendent, de zogenaamde koning Henri V, graaf van Chambord.
Henri's moeder, Adèle-Marquette Tapié de Céleyran, is een nicht van haar man. Haar stamhuis dateert uit de 12e eeuw. Zij schenkt haar man een indrukwekkende bruidsschat. In de 19e eeuw trouwde de Franse adel vaak binnen de familie, om verdeling van erfgoed tegen te gaan. Na Henri kregen zijn ouders nog een zoon, die na een jaar stierf.
Alle voorwaarden om op te groeien tot een vermogende, mondaine Franse aristocraat lijken verzameld, ware het niet dat Henri fysiek afwijkt van de standaard. Zijn beendergestel is broos door pyknodysostose. Ook blijft de schilder altijd relatief klein, door een vorm van dwerggroei. Zelf zei hij hierover: "Ik mag misschien wel klein zijn, maar ik ben geen dwerg!" Hij was net geen 1 meter 50 groot. Zijn kleine gestalte en pyknodysostose is het gevolg van inteelt, veroorzaakt door onderlinge huwelijken binnen zijn familie.
Nog voor Henri's geboorte hadden zijn ouders de opvoedingstaken verdeeld. De eerste jaren zou de kleine Henri naar traditie toebedeeld worden aan zijn moeder, waarna zijn vader de opvoeding zou voortzetten. In de praktijk zou het anders lopen. De graaf schaamde zich voor zijn mismaakte, dwergachtige zoon en weigerde zich met hem te vertonen. Bovendien liet hij zich van Adèle scheiden toen Henri nog geen vier jaar oud was.

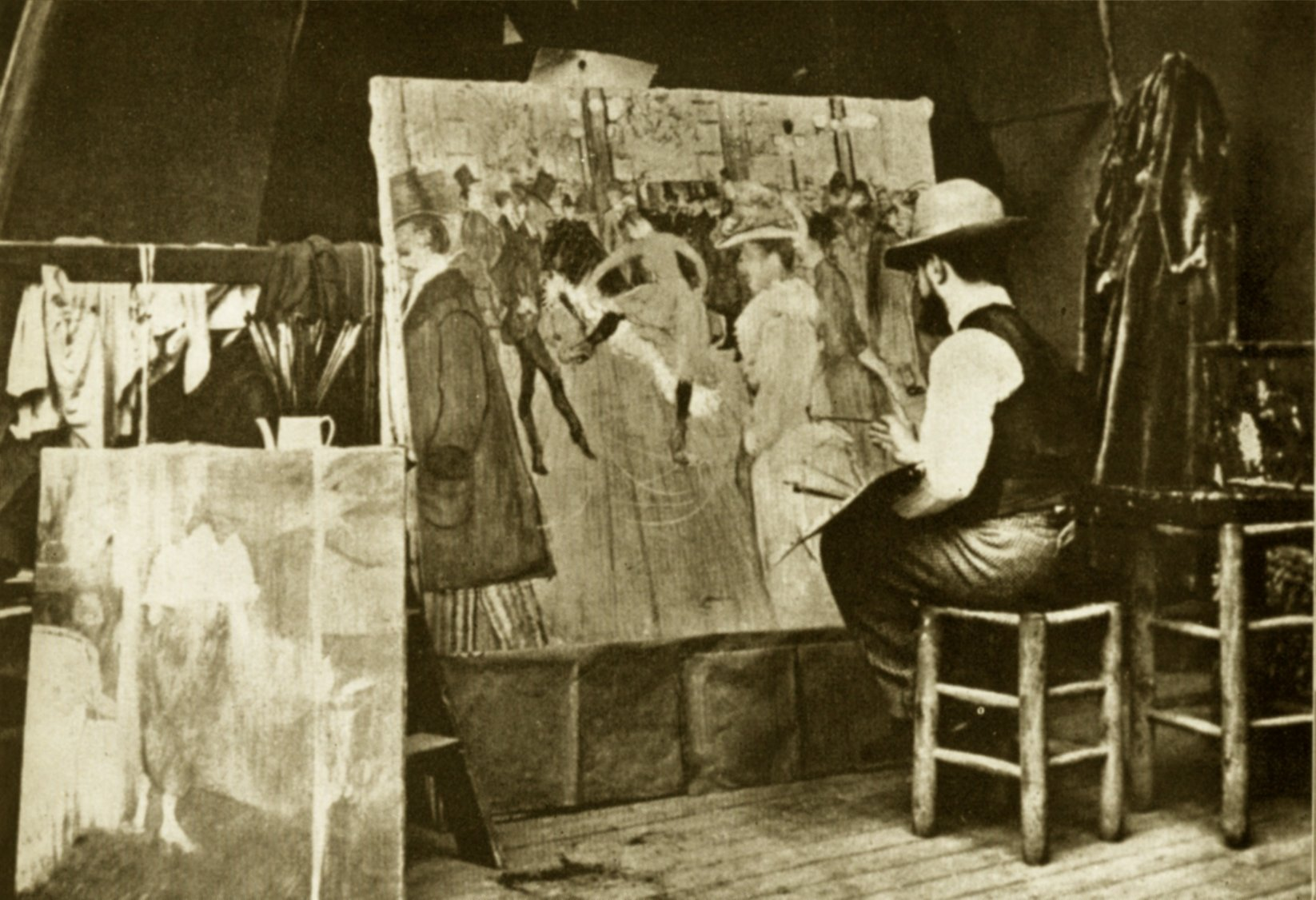
Lautrec schildert Le Moulin Rouge, 1890

In 1872,  een jaar na de Frans-Pruisische oorlog, vestigde de moeder van de toen achtjarige Henri zich te Parijs en schreef ze hem in aan het Lycée Fontanes. Hij won veel prijzen en behoorde tot de beste leerlingen. Hij schetste ruiters, paarden, ridders en koetsen in de marge van zijn taalschriften. Een klasgenoot, Maurice Joyant, werd later zijn beste vriend. In die tijd werd hij vanwege zijn kleine gestalte 'P'tit bonhomme' genoemd.
Omwille van zijn zwakke gezondheid werd hij van school gehaald toen hij tien jaar was. Terug in Albi studeerde hij thuis, maar het ging niet van harte. In 1878, op dertienjarige leeftijd, kreeg hij een ongeluk waarover de lezingen uiteenlopen. Hij brak zijn linkerdijbeen, het bot heelde slecht en hij begon te hinken. Het jaar erop brak hij zijn rechterdijbeen. Beide ongelukken hadden tot gevolg dat de groei van zijn benen stopte, terwijl zijn bovenlichaam doorgroeide. Het resultaat was dat Henri, die op zijn dertiende bijna 1,50 meter groot was, als volwassene amper enkele centimeters groter was.
Er bestaat weinig twijfel over dat Toulouse-Lautrec leed aan pyknodysostose, een kwaal die dwerggroei tot gevolg heeft en in twintig procent van de gevallen door incest of inteelt veroorzaakt wordt. Hij was een typisch voorbeeld van deze ziekte: kleiner dan anderhalve meter met een normaal volgroeide romp en hoofd, maar met te korte armen en benen, brede neusvleugels, een ingevallen kin, felrode en getuite lippen en een veel te grote tong, waardoor de persoon onophoudelijk lispelt en kwijlt. Bijziendheid had tot gevolg dat Toulouse-Lautrec een pince-nez moest dragen. Het feit dat ter hoogte van het voorhoofd de fontanel niet helemaal dichtgegroeid was, noodzaakte hem ertoe in alle omstandigheden, binnen en buiten, goed of slecht weer, een hoed te dragen.

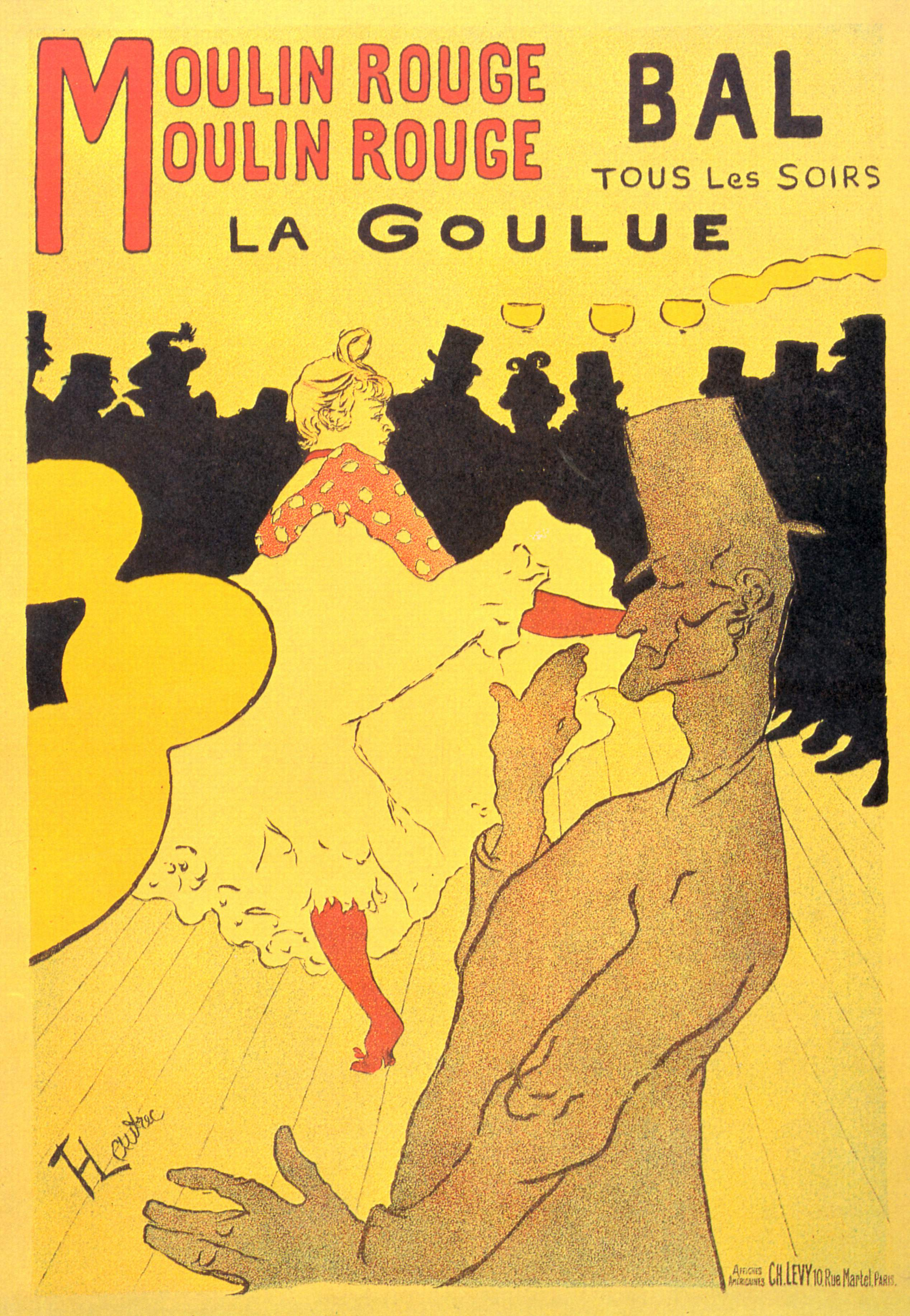
Moulin rouge - La Goulue door Toulouse-Lautrec, 1891

Hij kreeg zo'n hekel aan lopen, dat hij het liefst in een koets reed. Zijn waarnemingsvermogen groeide uit tot een journalistieke scherpte, die uitmondde in zijn uitdrukkingskracht. Niettegenstaande zijn broos beendergestel waren zijn geesteskracht, zijn intellect en zijn energie uitzonderlijk, evenals zijn schilder- en tekenbegaafdheid.

### Artistieke vorming
In 1882, op zijn zeventiende verjaardag, kreeg Toulouse-Lautrec toestemming van zijn ouders om het tekenen en schilderen serieus te gaan beoefenen. Zijn eerste leraar was de onbesuisde schilder René Princeteau, een vriend van Toulouse-Lautrecs vader, gespecialiseerd in het tekenen en schilderen van paarden. Onder zijn invloed werd Toulouse-Lautrec geboeid door de schilderachtige paardenrennen rondom Parijs, zoals Auteuil en Longchamps.
Al gauw besloot Princeteau dat hij Toulouse-Lautrec niets meer kon bijbrengen en gaf hij zijn ouders de raad hem naar Léon Bonnat (1834-1922) te sturen. Deze was een plaatselijke beroemdheid, maar een volstrekt academisch schilder. Hij vond Toulouse-Lautrecs manier van schilderen niet slecht, doch zijn tekenkunsten ronduit verschrikkelijk.
Toen Bonnat zijn atelier sloot, vormde Toulouse-Lautrec samen met andere oud-leerlingen van Bonnat een groep kunstenaars onder leiding van Frédéric Cormon (1845-1924). Met deze laatste mocht hij meewerken aan de illustraties voor de derde reeks van Victor Hugo's poëtisch epos 'La Légende des siècles', uitgegeven in 1883. Daar leerde hij de schilder Émile Bernard (1868-1941) kennen, die hem wees op de kunst van Paul Cézanne (1839-1906), Edgar Degas (1834-1917), Édouard Manet (1832-1883) en Auguste Renoir (1841-1919), alsook op deze van de Spaanse schilders Francisco Goya en Diego Velázquez.

### Verwezenlijking van zijn persoonlijkheid in het Parijs van de laat 19e eeuw
In 1884 verhuisde Toulouse-Lautrec naar een studio in Montmartre, die de volgende dertien jaar zijn thuisbasis vormde. Hij bezocht Le Chat Noir, het cabaret dat eind 1881 gesticht werd door de schilder Rodolphe Salis op de plaats van zijn atelier en vernoemd werd naar de vertelling De Zwarte Kat, van Edgar Allan Poe. Salis werd in plaats van een slecht schilder een vermaarde cabaretier. Onder zijn gasten waren Victor Hugo (1802-1885), Émile Zola (1840-1902), Alphonse Daudet (1840-1897) en anderen. Zijn gelijknamige weekblad steeg in belang uit boven zijn cabaret, omdat er het leven en streven van Montmartre, zijn landschappen, zijn misdadigers en zijn prostituees in beschreven werden. 'Le Chat Noir' vormde de neerslag van het Parijs van de laatste twintig jaar van de 19e eeuw, een stad die gonsde van klinkende namen, een reusachtige magneet waarnaar zich de krachten van heel Europa richten. Parijs is de bakermat van alle mogelijke geestelijke stromingen.

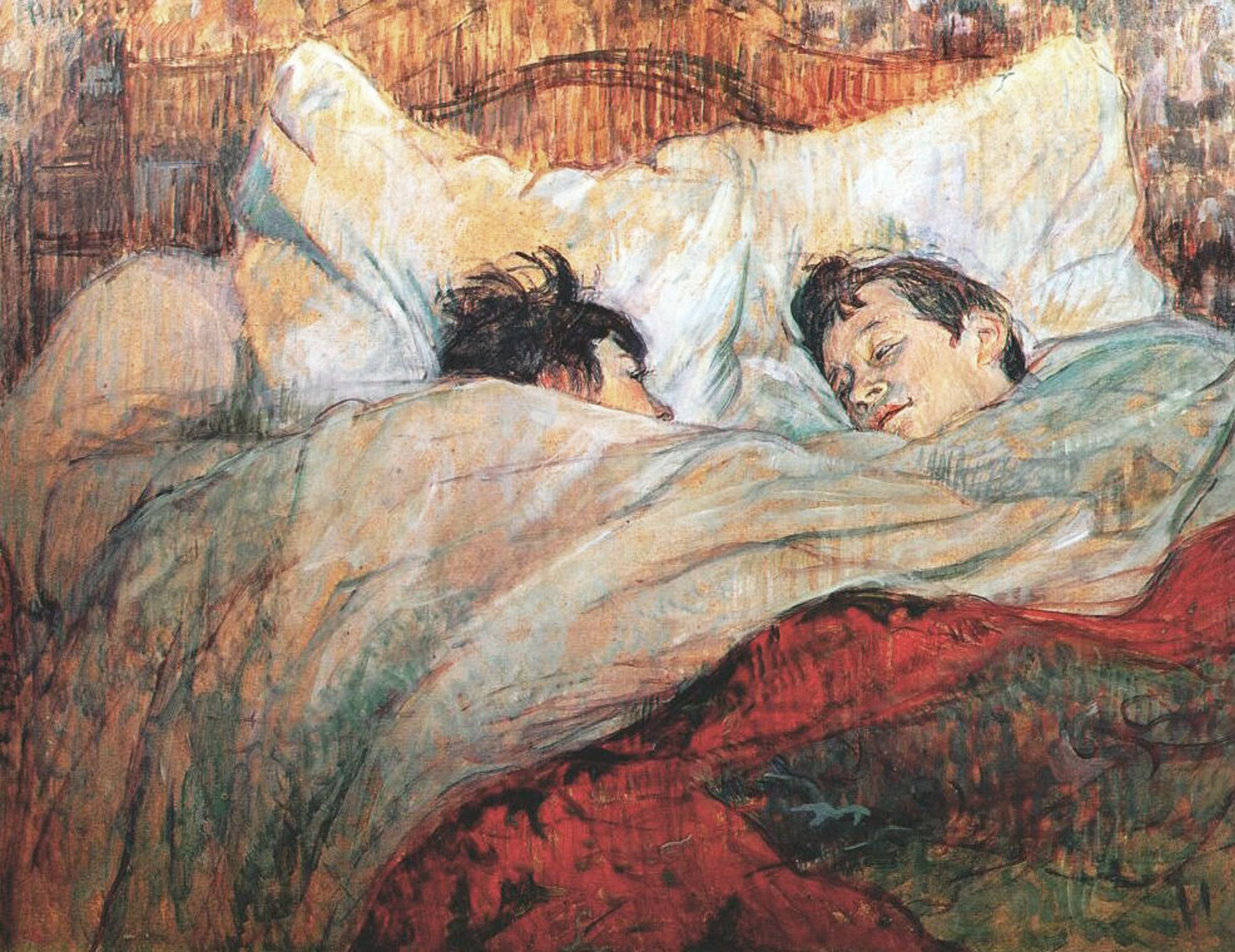
Het bed, 1892

In het nachtelijk leven van deze stad vond Toulouse-Lautrec de vrijheid om te schilderen wat hem boeide: het leven zelf, de mensen die hem interesseren in een omgeving die hij kent. Hij schilderde in milieus die pas opbloeien bij kunstlicht. Dit was volledig in tegenstelling tot de toen geldende principes van het impressionisme, waarin de effecten van het licht in het landschap gezocht worden. Voor die tijd was zijn werk ongewoon en gewaagd en de verguizing niet gering.
Vooral in 'Le Chat Noir' en ook in de 'Boule Noire' vond hij de mensentypes die hem boeiden. Hij observeerde de welgestelde heren met een bloem in het knoopsgat, lakschoenen met slobkousen, lichte handschoenen en een wandelstok met gouden knop, de beursspeculanten in rok, de opgeblazen officieren, de adel van West- en Oost-Europa die het frivole leven in de Lichtstad boven hun eigen hoofdstad verkoos, de krijtwitte dames van lichte zeden, de maîtresses met hun zwaar aangezette ogen en lippen, de hoertjes met hun uitgebluste gezichten, pronkend in smakeloze, opvallende kleding en de kunstenaars en kunstenmakers met hun zwierige zwarte dassen en breedgerande zwarte hoeden. Kunst en dagelijks leven leken moeiteloos in elkaar over te vloeien.
Door zijn kennismaking met Louis Anquetin (1861-1932) werd Toulouse-Lautrec geïntroduceerd in de kring van briljante gasten van 'Le Mirliton', het café-cabaret dat de componist en zanger Aristide Bruant in Montmartre opende in het oude lokaal van 'Le Chat Noir'.
Vincent van Gogh kwam in het voorjaar van 1886 naar Parijs en werd bevriend met Toulouse-Lautrec. Beiden hadden hun intense liefde voor het leven en hun frustraties gemeen. Toulouse-Lautrec wist zich met zijn bijtende humor en ironische verachting voor het lot staande te houden, terwijl Van Gogh zwaarmoedig op de tragedie van het leven broedde. In 1887 tekende Toulouse-Lautrec Vincents portret: een expressieve pastel van een man, die drie jaar later de dood zocht.

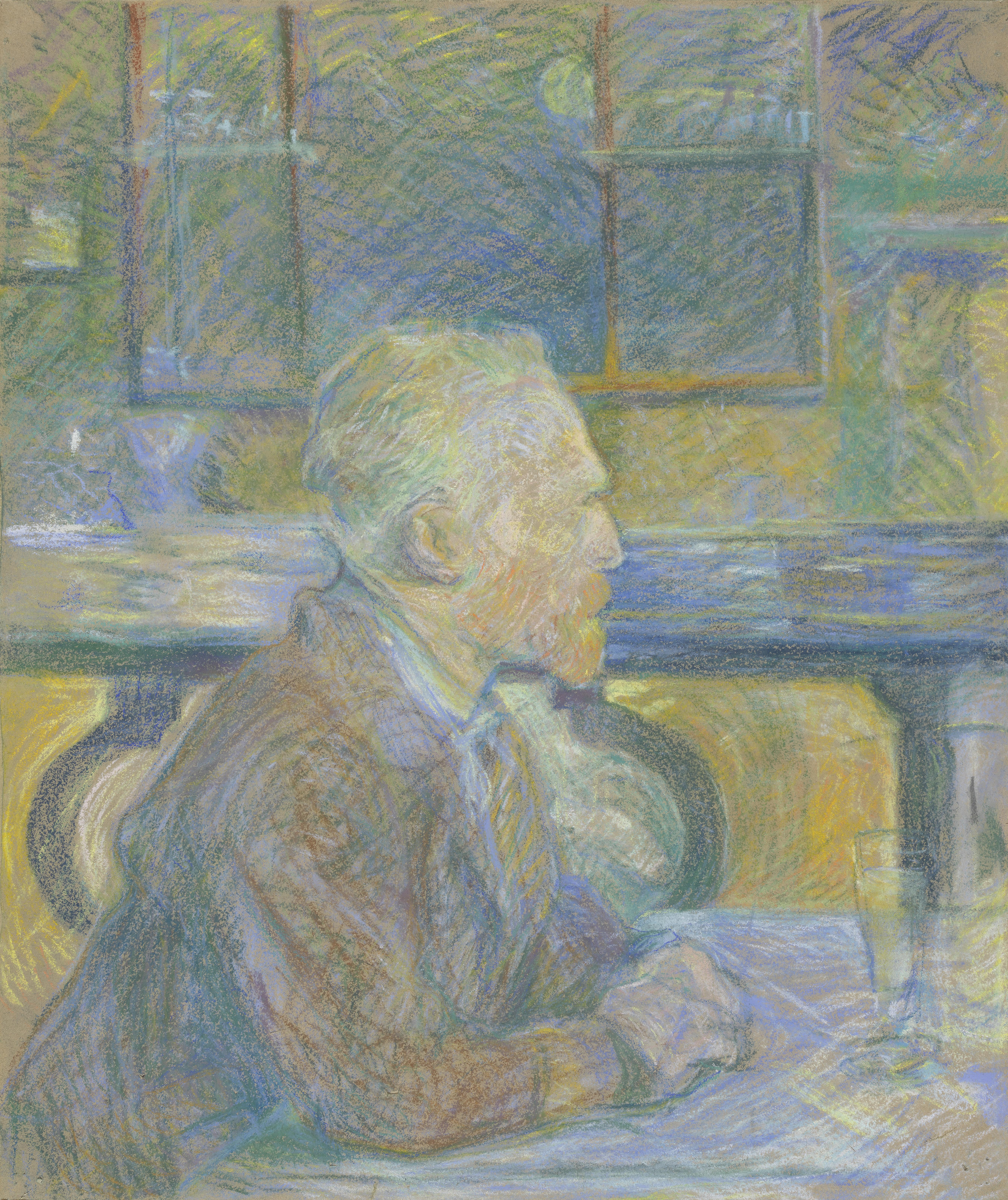
Portret van Vincent van Gogh, 1887

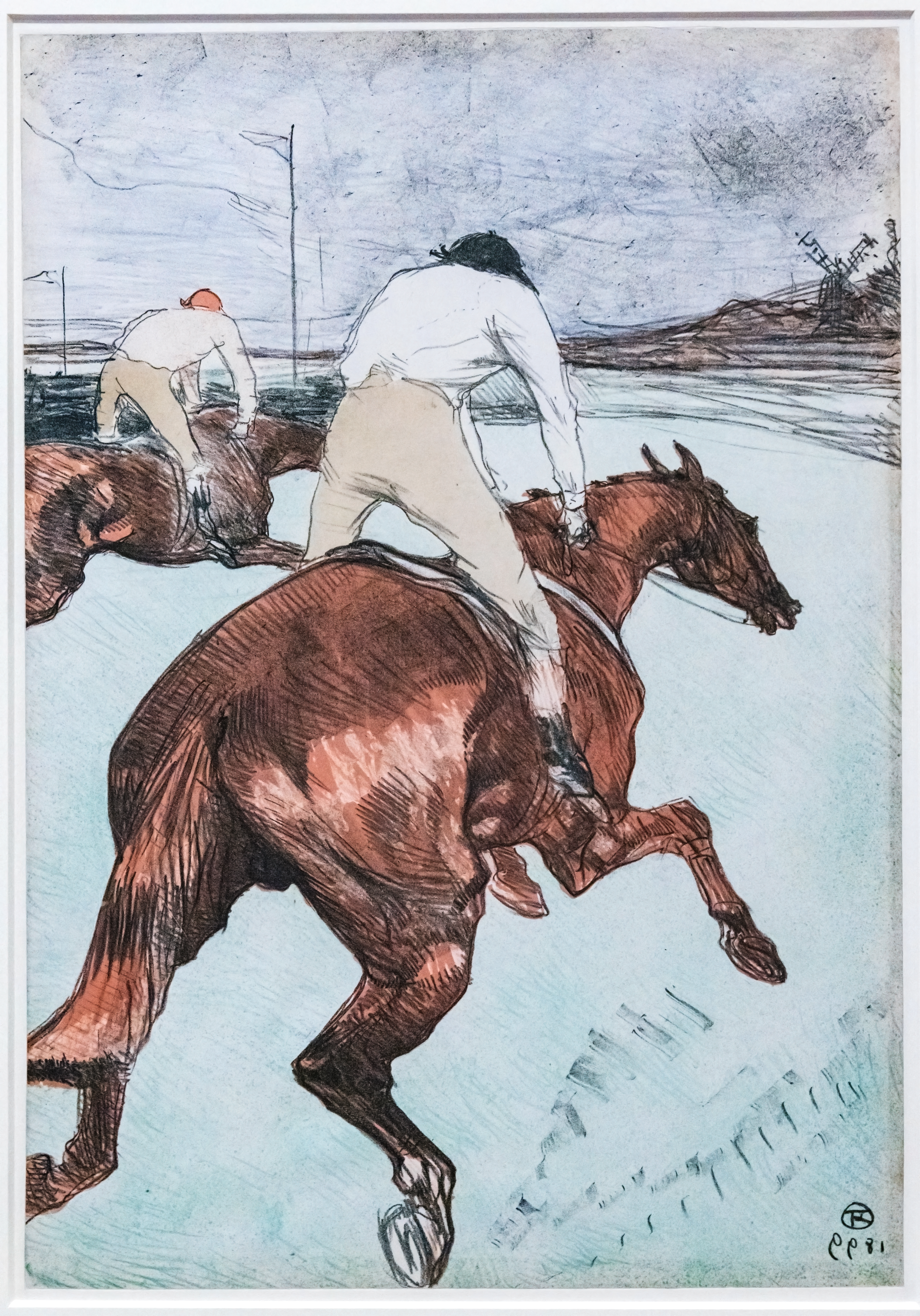
De jockey, 1899

Toulouse-Lautrec tekende en schilderde de bonte wereld van artiesten en hun publiek. Hij voelde zich thuis in 'Le Cirque Fernando', ook de geliefde verblijfplaats van Edgar Degas, Auguste Renoir en Georges Seurat (1859-1891). Andere favoriete verblijfplaatsen van de schilder waren het circus en later danszaal 'Folies-Bergères', de danszaal 'Moulin de la Galette' alsook de music-hall 'Moulin-Rouge'. Hij leerde het niet al te mooie, maar fascinerende ex-verkoopstertje Yvette Guilbert kennen, de vrouwelijke clown 'Cha-U-Kao', de Spaanse danseres 'La Macarona', de danseres 'Môme Fromage', het blonde meisje van plezier 'La Goulue' en de slangenmens 'Valentin le Désossé' die er de dansen leidde.

### Tekenaar – schilder – afficheontwerper
De eerste schilderstijl van Toulouse-Lautrec was afgeleid van de impressionisten. In het bijzonder het decoratieve oppervlakte-effect van Pissarro, gecreëerd door zijn penseelwerk van parallelle lijnen en toetsen, benutte hij. Deze manier van schilderen, gebruikelijk in de jaren 1885 tot 1890 werd later vervangen door een vrijere, meer open techniek met vloeiende, grafisch omlijnde eenvormige kleurvlakken. Toulouse-Lautrec wijzigde veelvuldig zijn penseelstreek: stippen, korte lijnen en zigzagstrepen, dit om een decoratief equivalent te creëren voor diverse oppervlaktestructuren, zoals Van Gogh deed in zijn pentekeningen, maar minder naturalistisch.
Toulouse-Lautrec is eveneens beïnvloed door de technieken, stijlen en onderwerpen van Degas, een nabije buur van 1887 tot 1891. De schilder Degas, die Toulouse-Lautrec eerst aanmoedigde, maar hem later verguisde, schilderde zijn danseresjes om de vorm. Toulouse-Lautrec daarentegen voegde het eigene van zo'n danseresje aan de vorm toe en legde er mensenkennis in. Als hij het danseresje neerzette, zag hij ook haar kleine vreugden, haar vermoeidheid en het karige loon. Aldus is de kunst van Toulouse-Lautrec meer onmiddellijk toegankelijk dan de intellectuele stijl van Degas. Net zoals Degas experimenteerde Toulouse-Lautrec met terpentijnschilderen, ook 'peinture à l'essence' geheten. De methode van Degas bestaat erin dat op vloeipapier de olie uit de verf gezogen wordt. Vervolgens wordt de kalkachtige verf verdund met terpentijn en op de ondergrond van de schilderijen aangebracht zoals een waterverf. Omdat de terpentijn vlug verdampt, droogt de verf vlug, zodat het geschilderde oppervlak snel opnieuw bewerkt en zonder veel oponthoud opgebouwd kan worden. In tegenstelling tot de verf die in dunne lagen en glazig wordt aangebracht leidt deze techniek tot matte kleuren met een kalkachtig oppervlak dat slechts dun en weinig gekleurd is. Zoals Degas verkoos Toulouse-Lautrec sombere, doffe grondkleuren in plaats van zuivere heldere tinten. Deze kleuren zijn geschikt voor de nachtelijke binnenverlichting die hij, net zoals Degas, zo vaak uitbeeldde. Toulouse-Lautrec experimenteerde ook met het dofmakend effect van niet geprimeerd doek en met het gebruik van ongewone ondergronden zoals bruin karton.

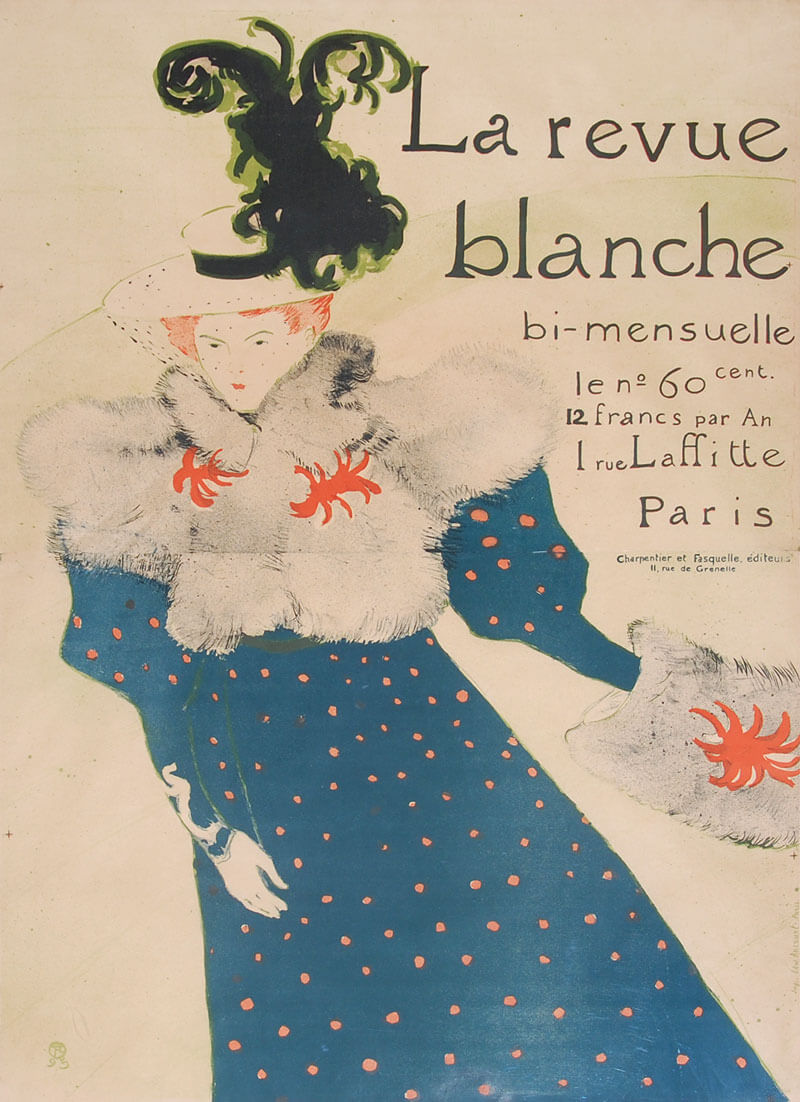
Affiche La revue blanche, 1895

Meer nog dan een neo-impressionist was Toulouse-Lautrec een voorafspiegeling van het expressionisme en de art nouveau, jugendstil van de 20e eeuw. De veelal verticale, dunne verfstrookjes tekenen dramatische figuren - tragische of tragikomische – af tegen de drager. Toulouse-Lautrec tekent meer dan hij veegt met zijn penseel, veeleer dan de toets brengt de lijn vibratie en leven in zijn schilderijen. Naarmate hij heviger ging leven, onder andere in Montmartre, nam het belang van de expressie toe en werd de impressie daaraan ondergeschikt gemaakt. Het bruine, ruwe en gespikkelde van een drager als karton betrok hij efficiënt bij zijn compositie.
Met een minimum aan strepen bereikte hij een maximaal dramatisch effect, zoals in 'Seule', een vrouw die gekleed neergevallen is op een bed. De moderniteit van dit werk en de techniek behoren nog nauwelijks bij de 19e eeuw.
In 'La femme au boa noir' zit de voorafschaduwing van Egon Schiele die decennia later actief werd. Mede door zijn gestalte keek Toulouse-Lautrec veelal van beneden naar zijn onderwerpen op, waardoor de lichtinval en de focus heel persoonlijk zijn, zoals kan bemerkt worden bij de geaccentueerde neusgaten en de invalshoek op het gelaat van de vrouw. Kleur- en lichtgebruik en compositie vertonen een trefzekerheid die men pas veel later bij onder meer Ernst Ludwig Kirchner, Edvard Munch en Léon Spilliaert terugvindt. Dit œuvre beweegt zich voort tussen Manet en het toekomstige expressionisme.
De tekeningen van Toulouse-Lautrec vatten de essentiële kenmerken van zijn onderwerpen samen en voegen er zoveel details bij als nodig zijn om de belangrijke elementen van de persoonlijkheid of de omgeving te vatten. Kleding en fysionomie worden louter met specifieke trekjes en haaltjes aangeduid. Dit vermogen tot karikatuur is een belangrijk element van zijn stijl en was ook nodig voor zijn lithografisch werk.
De Parijse burgerij was al meedogenloos neergezet door de spotter Honoré Daumier (1808-1879). Toulouse-Lautrec schilderde en lithografeerde dezelfde burgerij, maar zonder Daumiers bittere hoon. Zijn grepen uit het dagelijks leven van de Parijzenaars waren journalistiek-objectief. Toulouse-Lautrec, edelman van den bloede, verachtte de voordelen van de aristocratische kaste. Voor hem was aristocratie geen zaak van geboorte of geld maar kwestie van persoonlijkheid. De karikaturist in hem sliep nooit. Hij stortte zichzelf op het monsterachtige, het belachelijke.
In de affiches die hij in 1890 begon te maken, waren visuele eenvoud en directe impact noodzakelijk, zowel voor de techniek als voor de commerciële functie van de afbeelding. Zijn experimenten met kleurenlithografie maakten dit een van de belangrijkste kunstvormen van de 19e eeuw. Toulouse-Lautrec heeft de lithografie veredeld als kunstvorm en technisch verbeterd. Tot vijf stenen waren er nodig om zijn kleurenlitho's te drukken. Dit waren niet louter affiches, maar eerder zelfstandige kunstwerken, waarin niet alleen de rosse buurt maar ook andere onderwerpen aan bod kwamen zoals de wielrennerij, de automobielsport, het theater, boeken en tijdschriften.

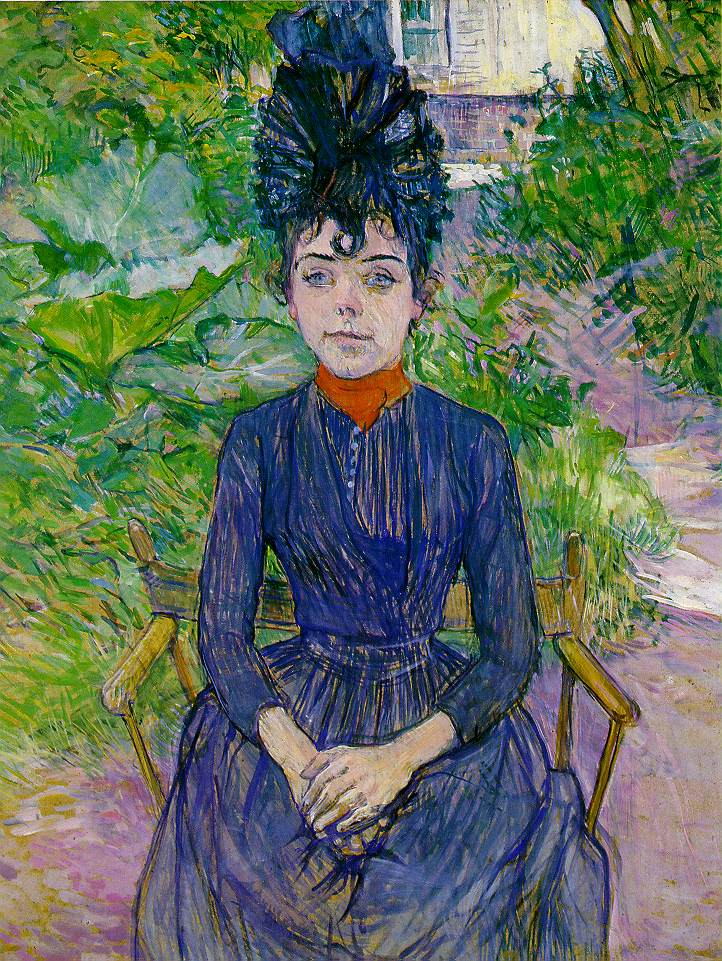
Justine Dieuhl, 1891

Met zijn affiche 'La Goulue' voor de 'Moulin-Rouge' in 1891 oogstte hij een zodanig groot succes dat zijn naam als afficheontwerper gemaakt was. Toulouse-Lautrec had zowel technisch, intellectueel als emotioneel een andere aanpak dan andere kunstenaars uit zijn tijd. De gevoeligheid, verkregen door precisie in kleurgebruik en lijnvorming, behoudt de capaciteit om esthetisch te ontroeren en sociale bewogenheid op te wekken.

### De schilder en de liefde
Toulouse-Lautrec kon zijn ware gevoelens voor een vrouw verbergen. Wat hij voor zijn vriendinnen voelde, was een mengsel van joviale kameraadschap en ingehouden begeerte. Hij trouwde nooit, scheidde liefde en seks en had ontelbare verhoudingen, maar meestal van korte duur. In 1883 werd Marie Charlet zijn eerste maîtresse. In 1889 verliet hij het model Suzanne Valadon, nadat ze een zelfmoordpoging deed. Hij had affaires met prostituees, met Jane Avril en met de achttienjarige Schotse zangeres Cissy Loftus. Zoals vele schrijvers voelde Toulouse-Lautrec zich aangetrokken tot de wereld van de prostitutie. Regelmatig nam hij voor enige tijd zijn intrek in een bordeel. De meisjes van plezier aanvaardden de schilder en duldden hem als een hunner. Ze noemden hem Mijnheer Henri de schilder. Hij, van zijn kant, waardeerde hun kinderlijkheid, de spontaniteit en de vrijmoedigheid. In zijn schilderijen tastte hij verder dan het schilderachtige van het bordeelsalon. Hij gaf een waarheidsgetrouw beeld van deze dochters van de armen, die zich aanboden aan de zonen van de welgestelden. Hij schilderde de meisjes, terwijl ze zich wasten, kleedden, ontbeten, in het salon op klanten wachtten, zich in de spiegel bekeken en elkaar liefkoosden, in hun armzalige jacht op een beetje tederheid te midden van de betaalde liefde.

### Fysieke aftakeling
Toulouse-Lautrec werkte dikwijls 's nachts tot in de vroege ochtenduren, waarna hij rustig een drukkerij binnenstapte en aan een litho begon. Zijn chronisch gebrek aan nachtrust ging gepaard met alcoholmisbruik. Bovendien leed hij aan syfilis. Eind 1898 was hij er lichamelijk slecht aan toe. Hij was opgewonden en prikkelbaar. Zijn gezicht was bleek en pafferig. Zijn handen beefden onophoudelijk. Zijn zinnen leken zo verward dat men vreesde dat hij krankzinnig werd. Zijn verpleger, Floury, die ervoor moest zorgen dat hij nuchter bleef, dronk tegen hem op. In maart 1899 kreeg hij een aanval van delirium tremens. Op medisch advies gaf zijn moeder toestemming om hem te laten opnemen in de inrichting van dr. Semelaigne bij Neuilly. Na een mislukte poging om hem krankzinnig te laten verklaren schreven de artsen hem een ontwenningskuur voor. Op 20 mei mocht hij de kliniek verlaten. Na twee maanden dronk hij opnieuw. Steeds verschalkte hij de bewaker, die door zijn moeder was aangesteld om hem dag en nacht in de gaten te houden. Wat later verliet hij Parijs en vestigde zich te Le Havre, waar een Engels barmeisje Dolly hem inspireerde en opnieuw een werkwoede in hem aanwakkerde. In 1900 vertoonde Toulouse-Lautrec opnieuw tekenen van een dreigende instorting. In 1901 keerde hij naar Parijs terug, stelde orde op zaken, rangschikte zijn doeken en schetsen in zijn atelier en zette signaturen en monogrammen.

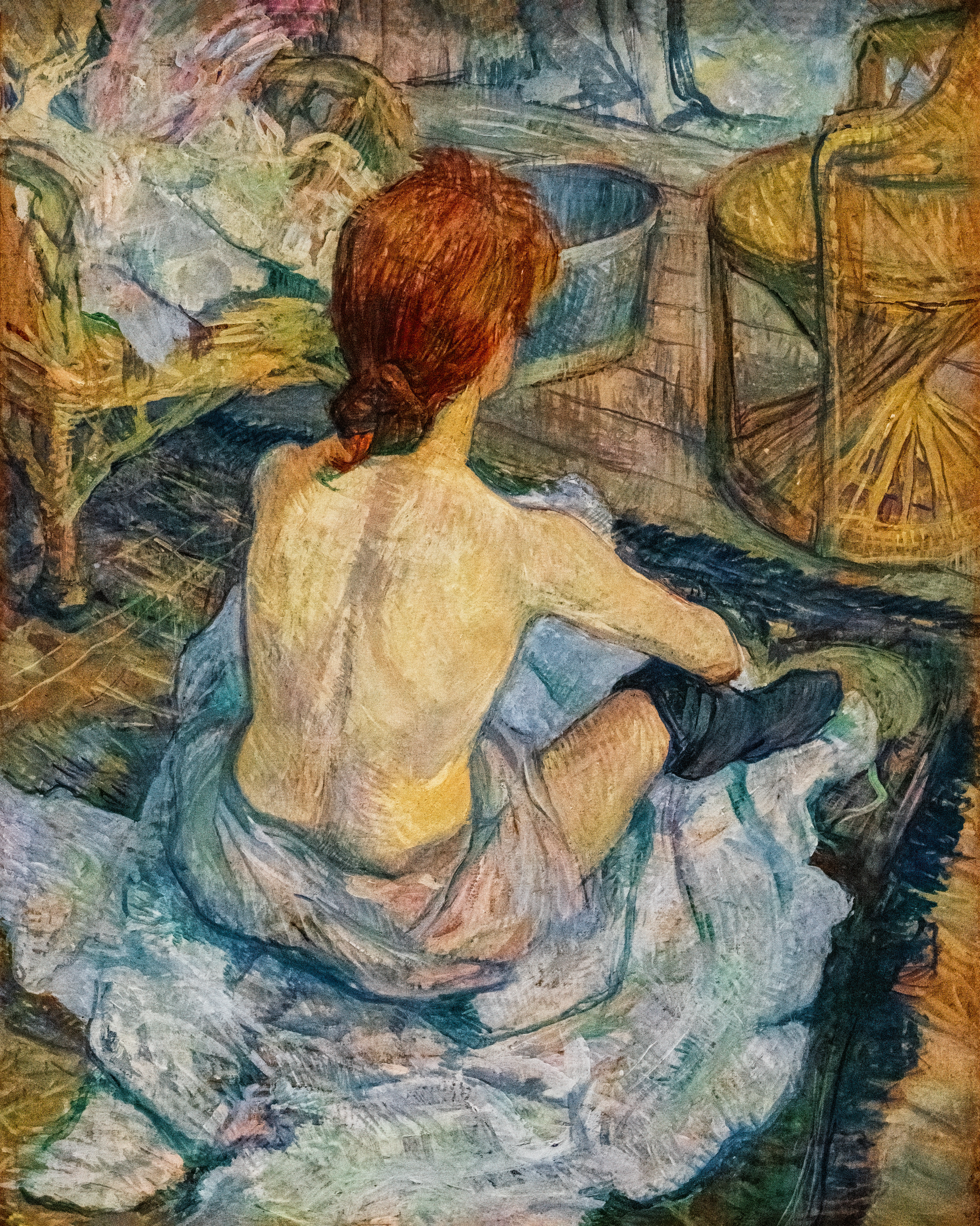
Rousse (La toilette), 1889

In augustus van hetzelfde jaar kreeg hij een beroerte. Zijn moeder nam hem in halfverlamde toestand mee naar het familieslot Malromé, waar hij een maand later stierf. Volgens sommige bronnen was zijn vader afwezig op de begrafenis, volgens andere dan weer veroorzaakte hij er opschudding door de lijkwagen zodanig snel te laten rijden dat de rouwstoet niet kon volgen.

## Schilderstijl
De werken van Toulouse-Lautrec worden gerekend tot het impressionisme, vanaf begin jaren 1890 meer in het bijzonder door het postimpressionisme, gekenmerkt door zorgvuldige vlakverdelingen met duidelijke omlijningen en felle kleuren.

## Schilderijen
- Riders, 1880
- Cheval blanc gazelle, 1881
- De jonge Routy in Céleyran, 1882
- La Blanchisseuse, circa 1884-1886
- A montrouge, 1886
- Circus Fernando, 1886
- Poudre de riz, 1887 (olieverf op doek, 56 x 46 cm)[2]
- Albert Grenier, circa 1887
- Woman with an Umbrella (Berthe the Deaf in the Garden of Monsieur Forest), 1889
- In de Moulin Rouge, 1892
- The Englishman at the Moulin Rouge, 1892
- La Goulue arriving at the Moulin Rouge, 1892
- (On) the Sofa, circa 1894-1896
- La Clownesse in the "Moulin Rouge", 1897

## Musea
De schilderijen van Henri de Toulouse-Lautrec hangen in diverse musea, onder andere:
- Musée Toulouse-Lautrec in Albi
- Metropolitan Museum of Art in New York
- Hermitage in Sint-Petersburg
- Nationale Galerie in Praag

## Galerij

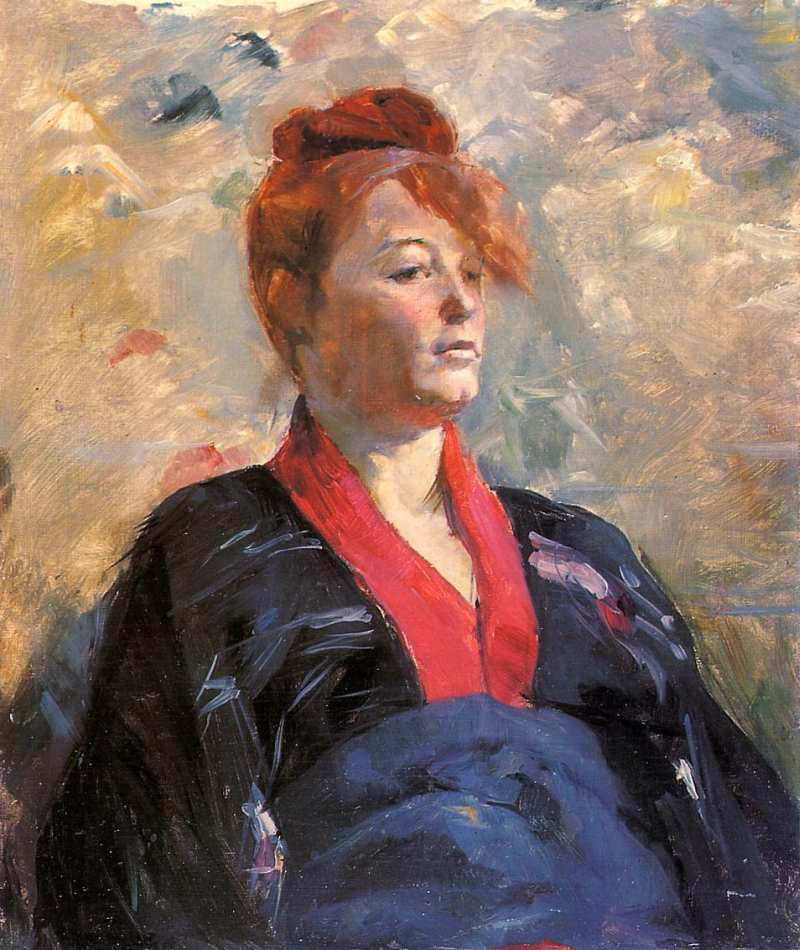
Lily Grenier (1888), privécollectie
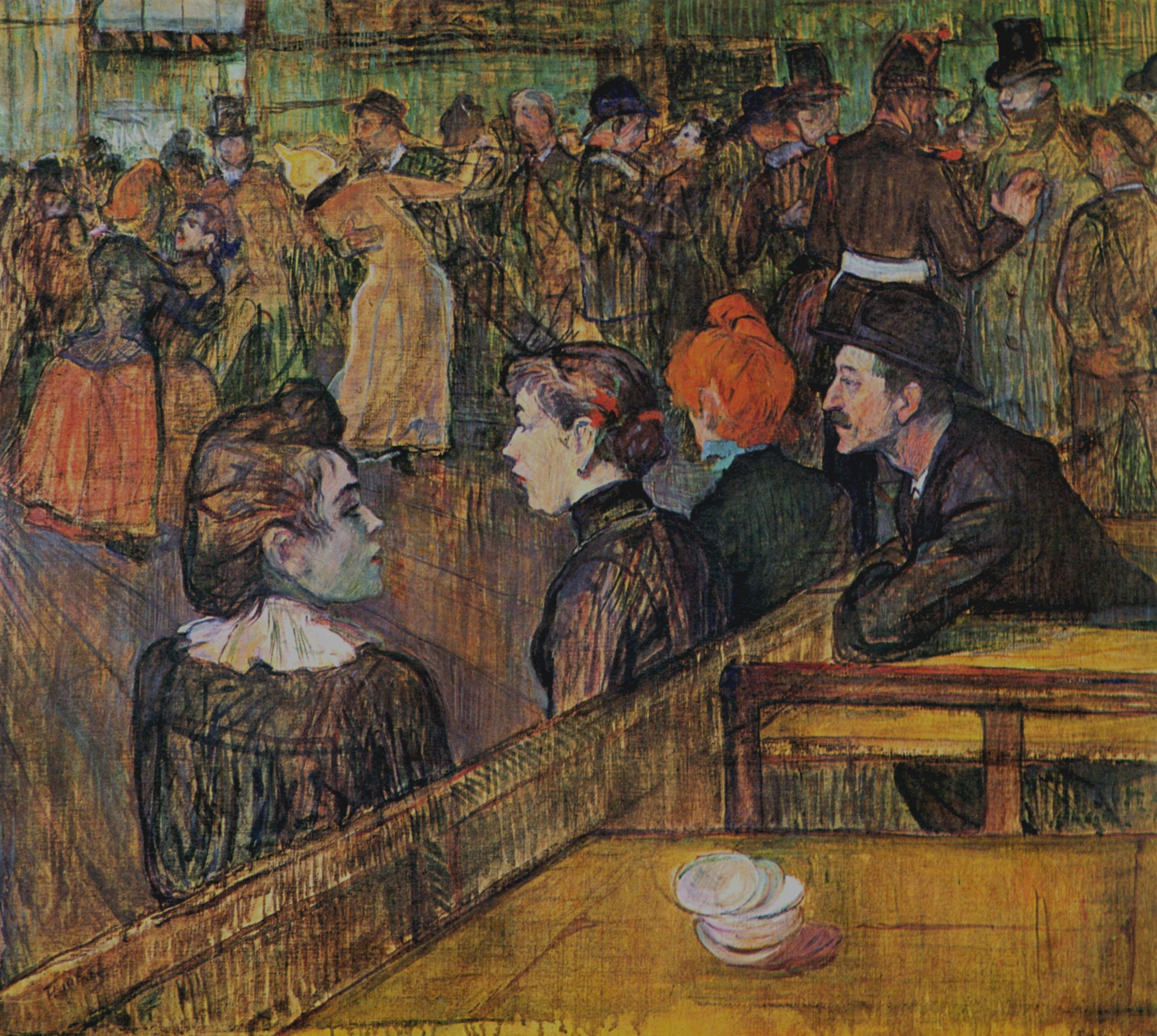
Au Moulin de la Galette (1889), Art Institute of Chicago
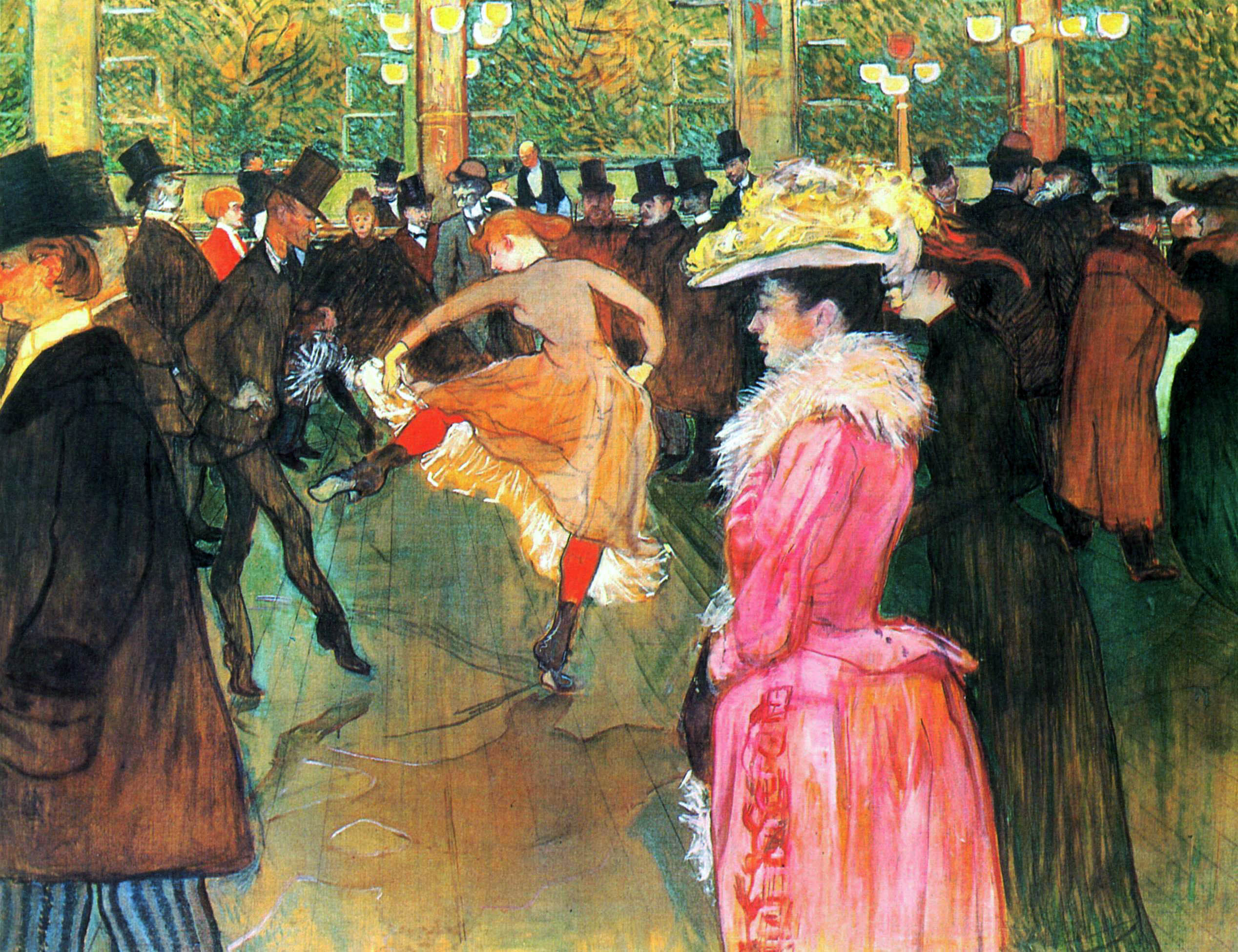
La Danse au Moulin Rouge (1890), Philadelphia Museum of Art
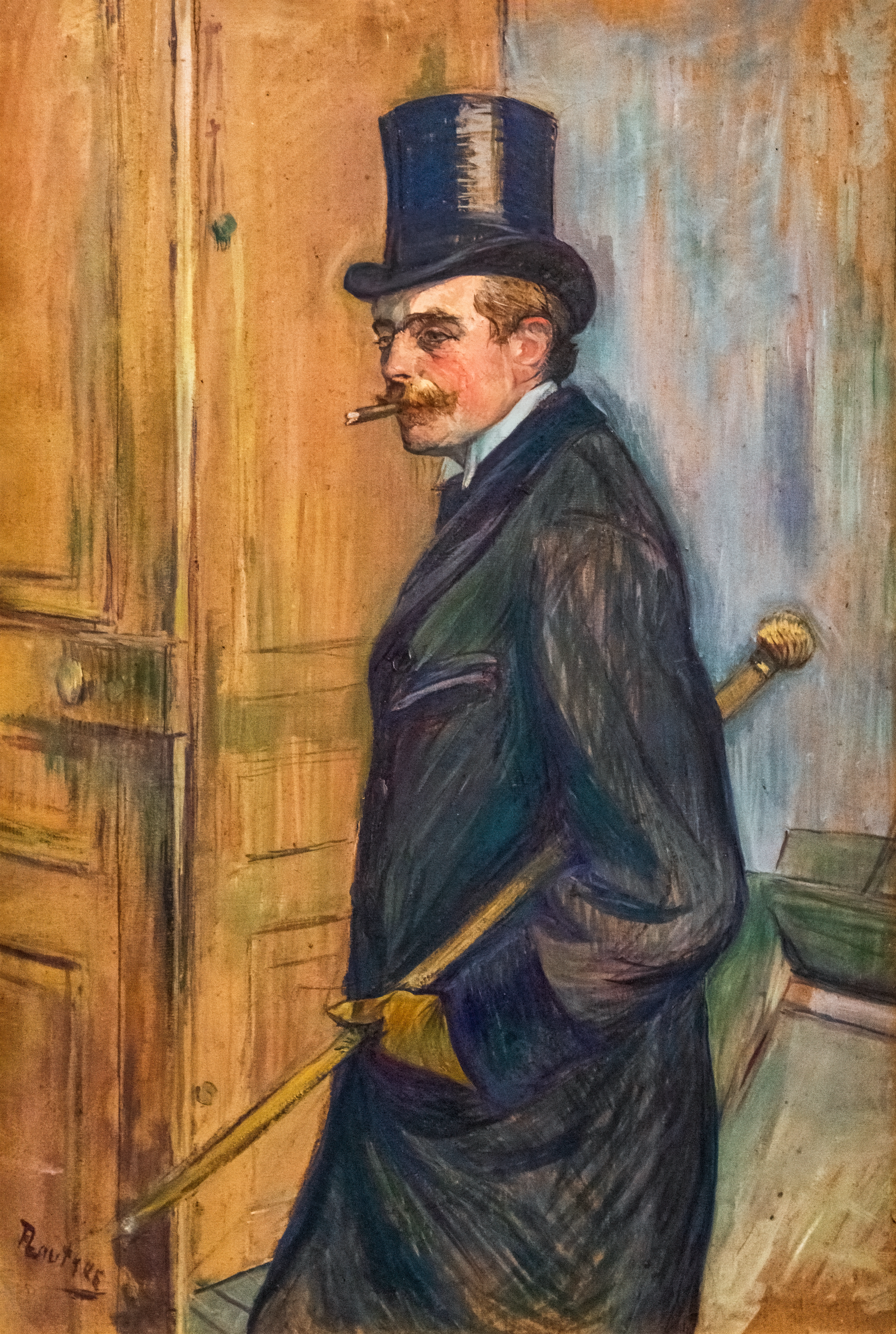
Monsieur Louis Pascal (1893) Musée Toulouse-Lautrec
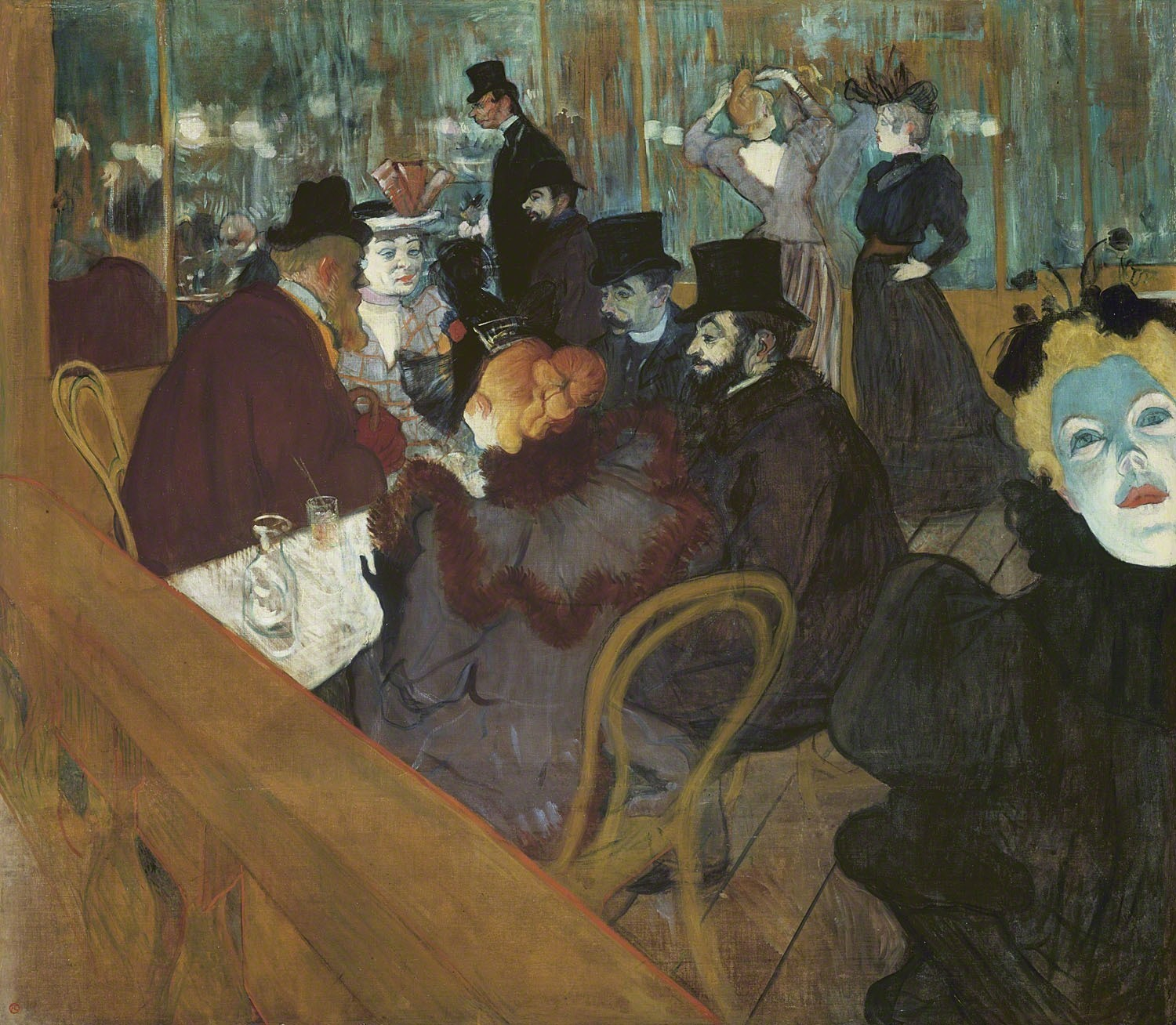
Au moulin rouge (1892), Art Institute of Chicago
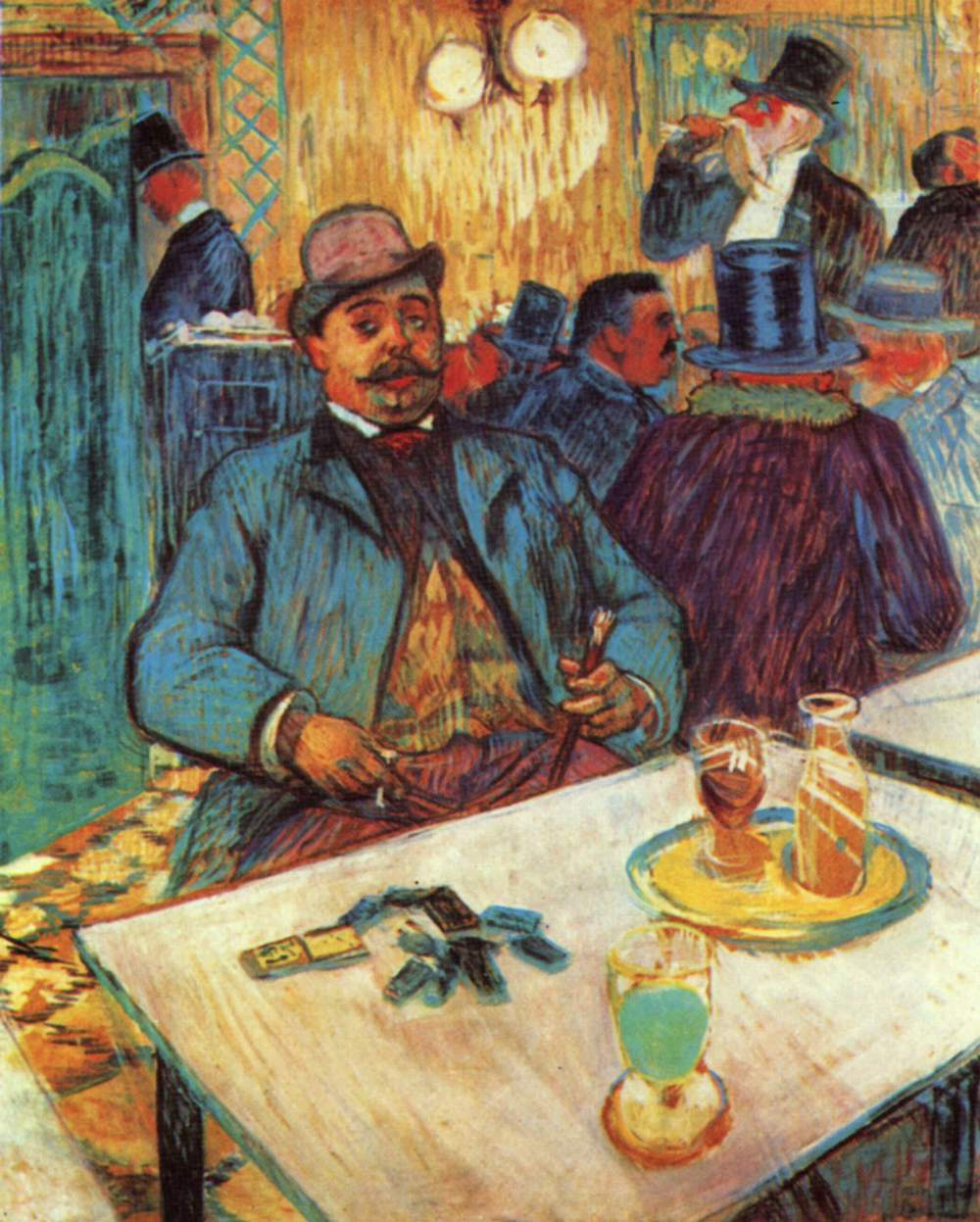
Monsieur Boileau (1893) The Cleveland Museum of Art
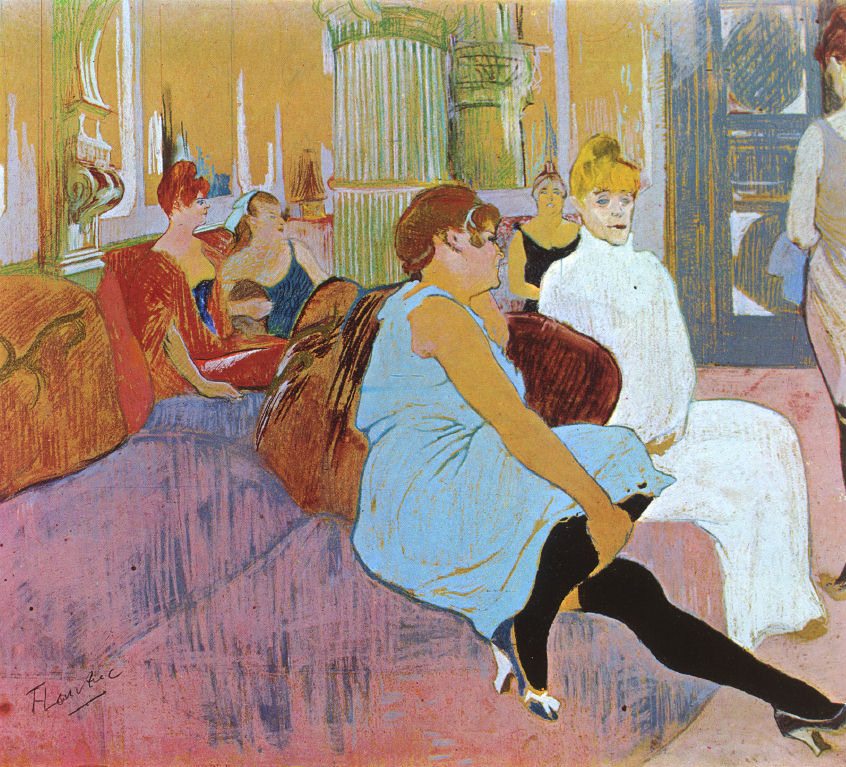
Au Salon de la rue des Moulins (1894), Musée Toulouse-Lautrec
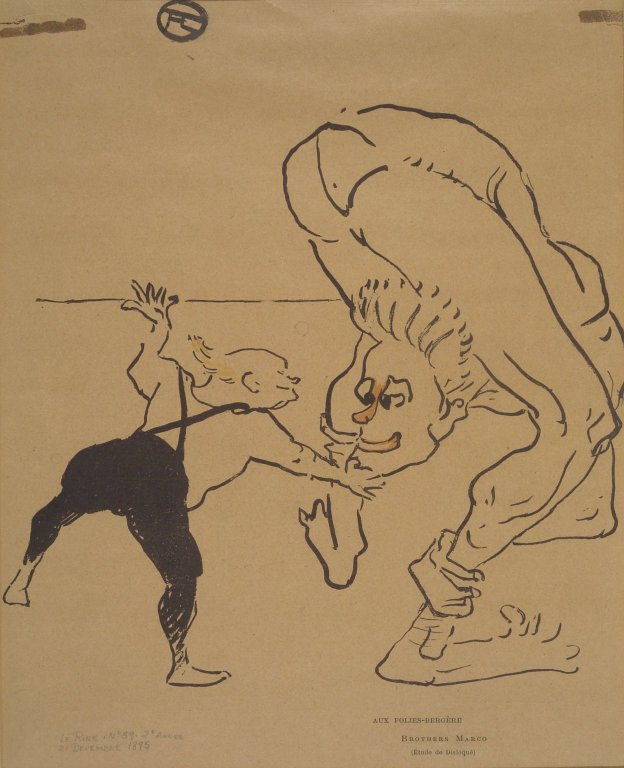
Circusschets (ca. 1895), Brooklyn Museum
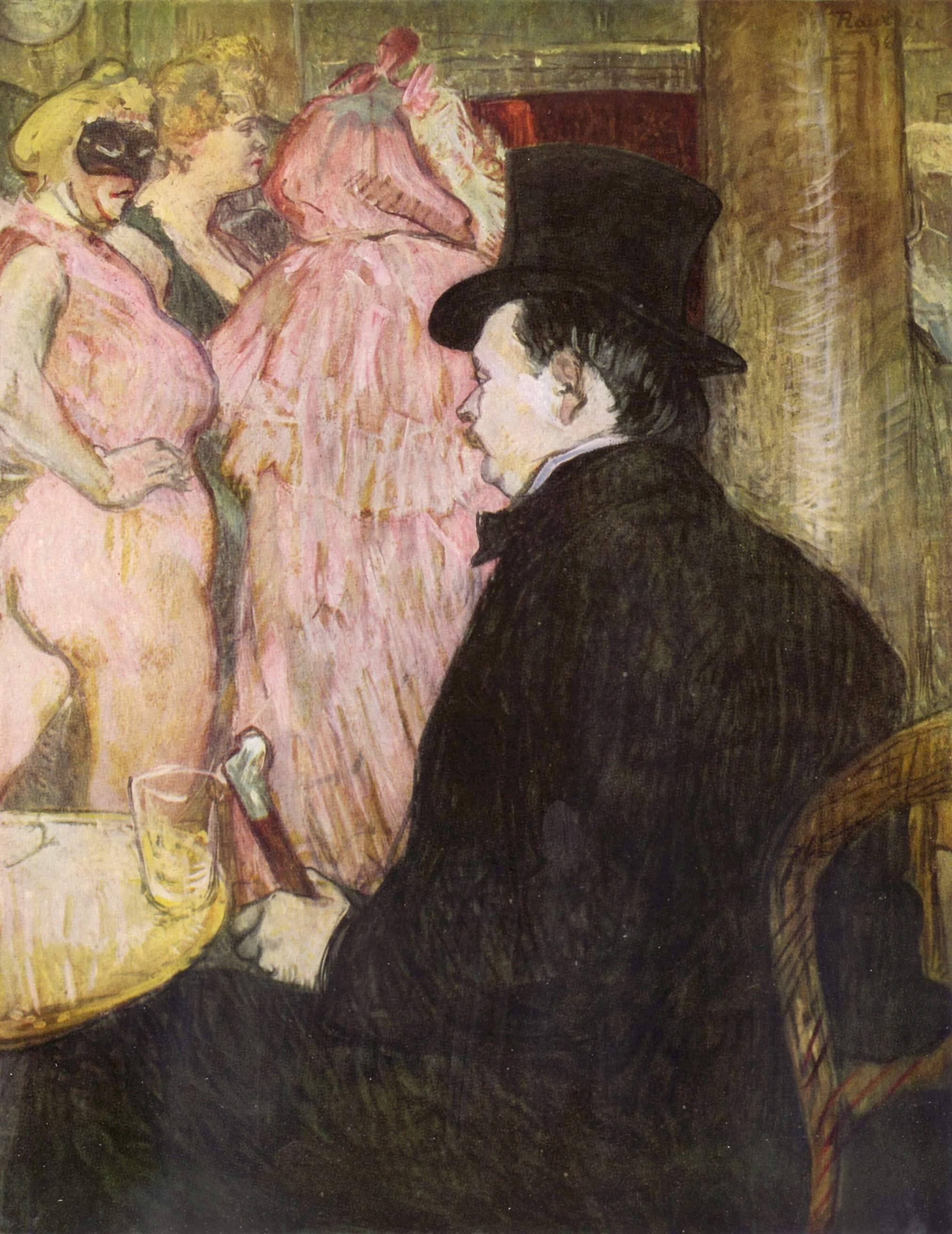
Maxime Dethomas (1896), National Gallery of Art
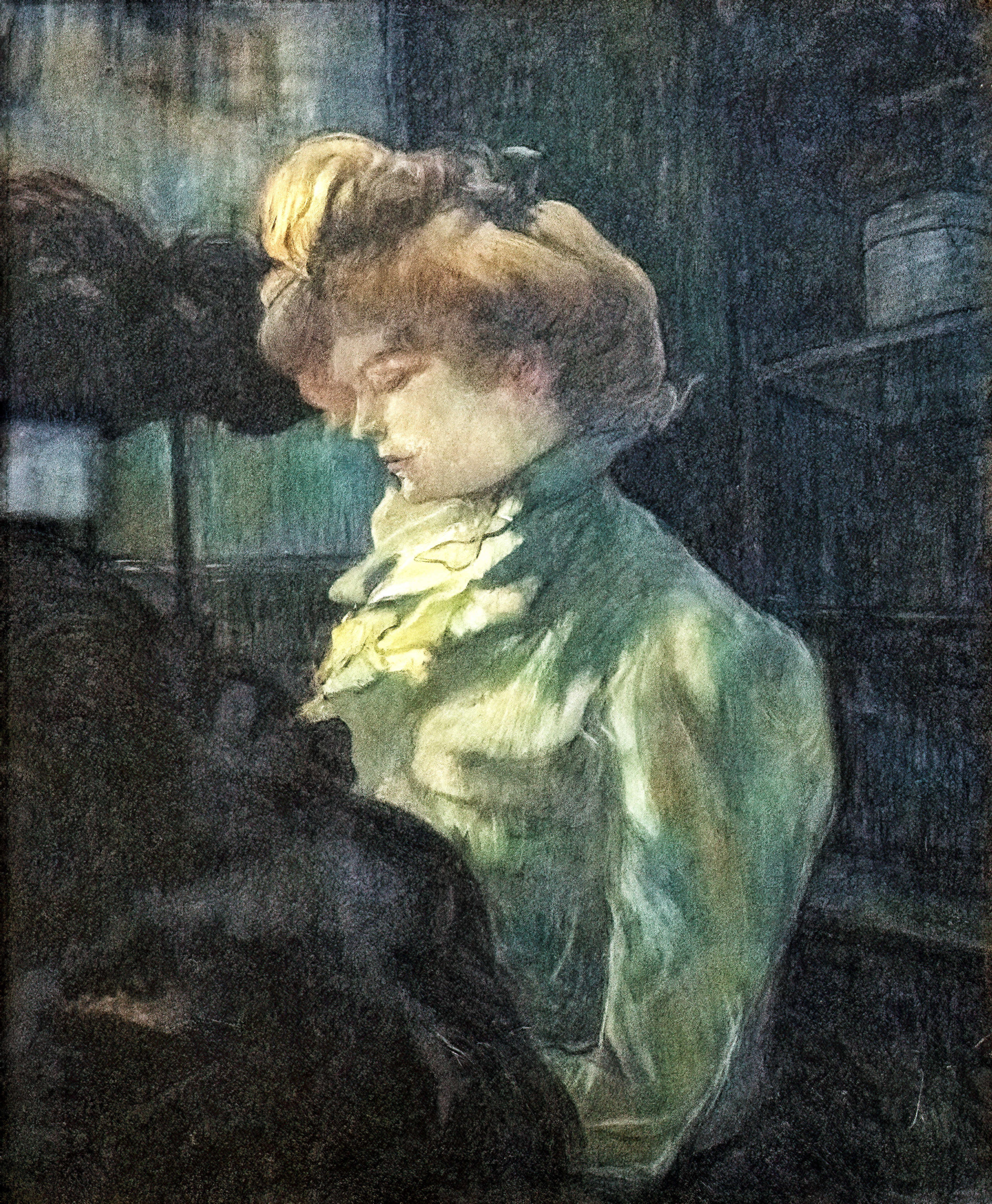
La modiste (1900), Musée Toulouse-Lautrec
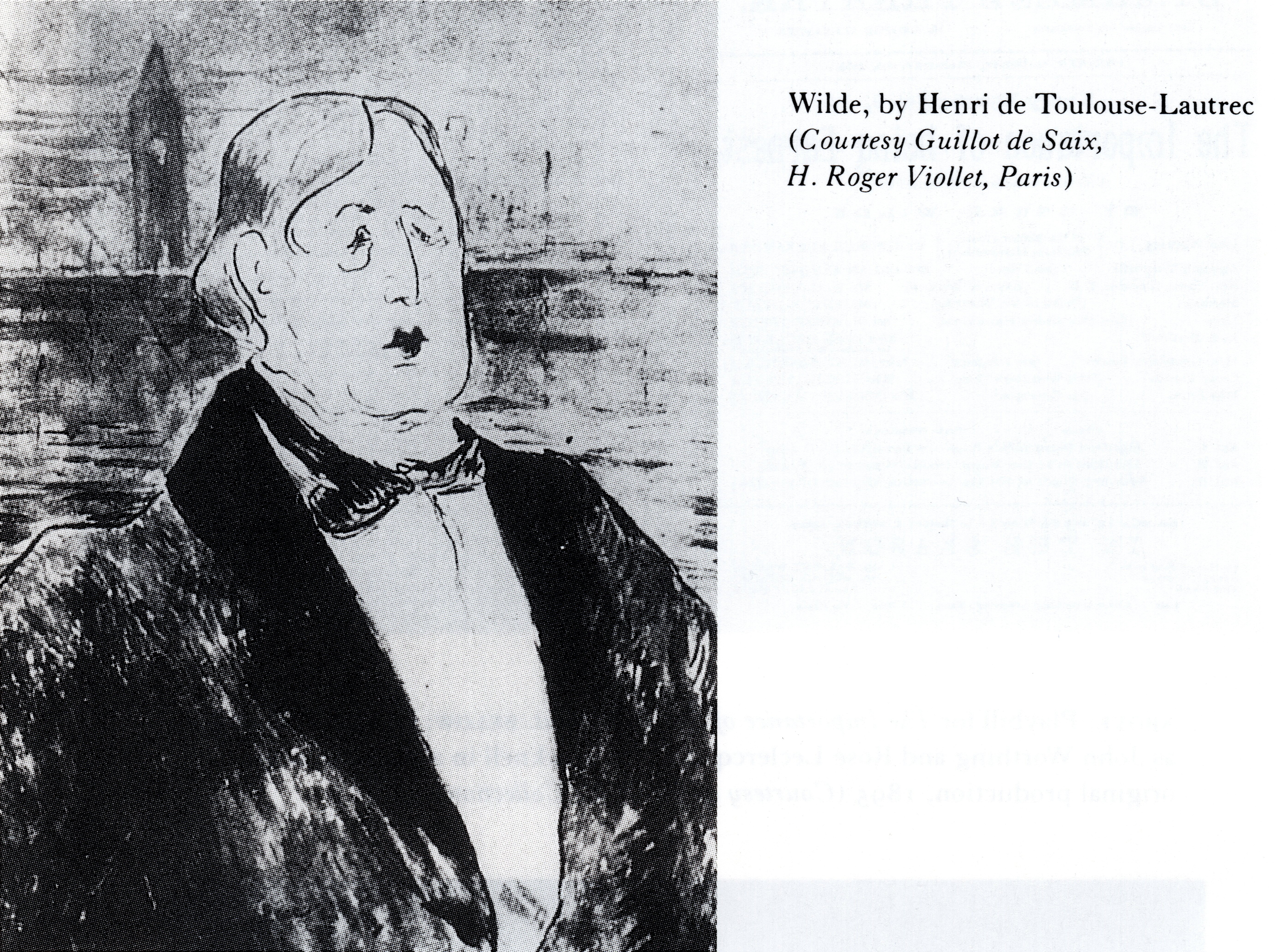
Oscar Wilde

### Affiches

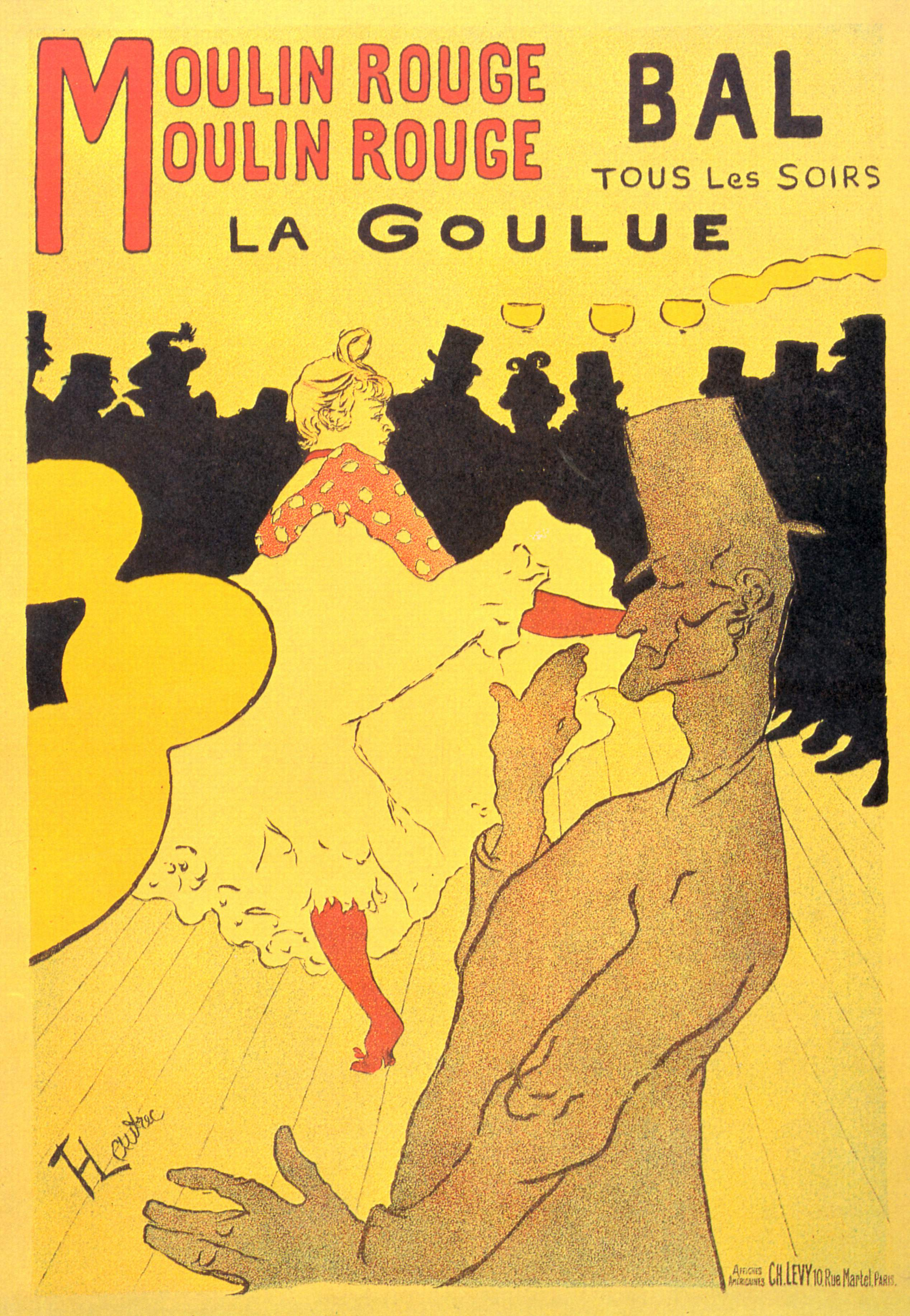
Moulin Rouge - La Goulue (1891)
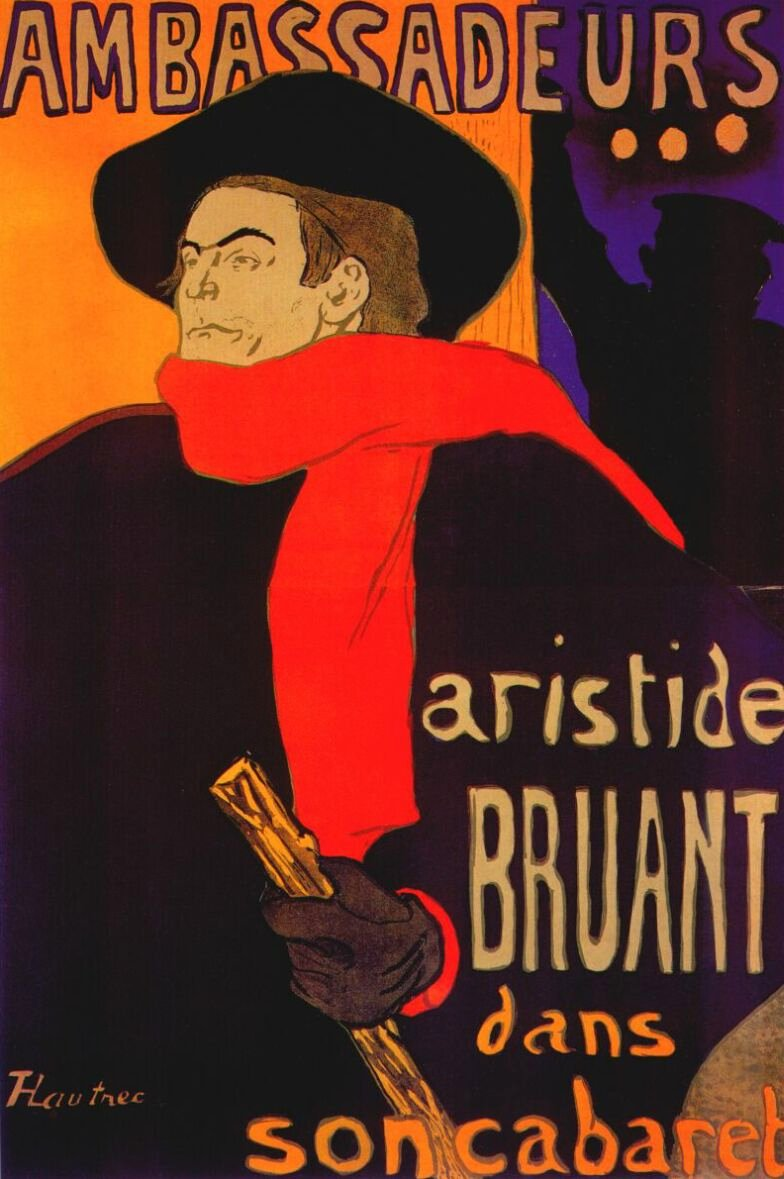
Aristide Bruant (1892)
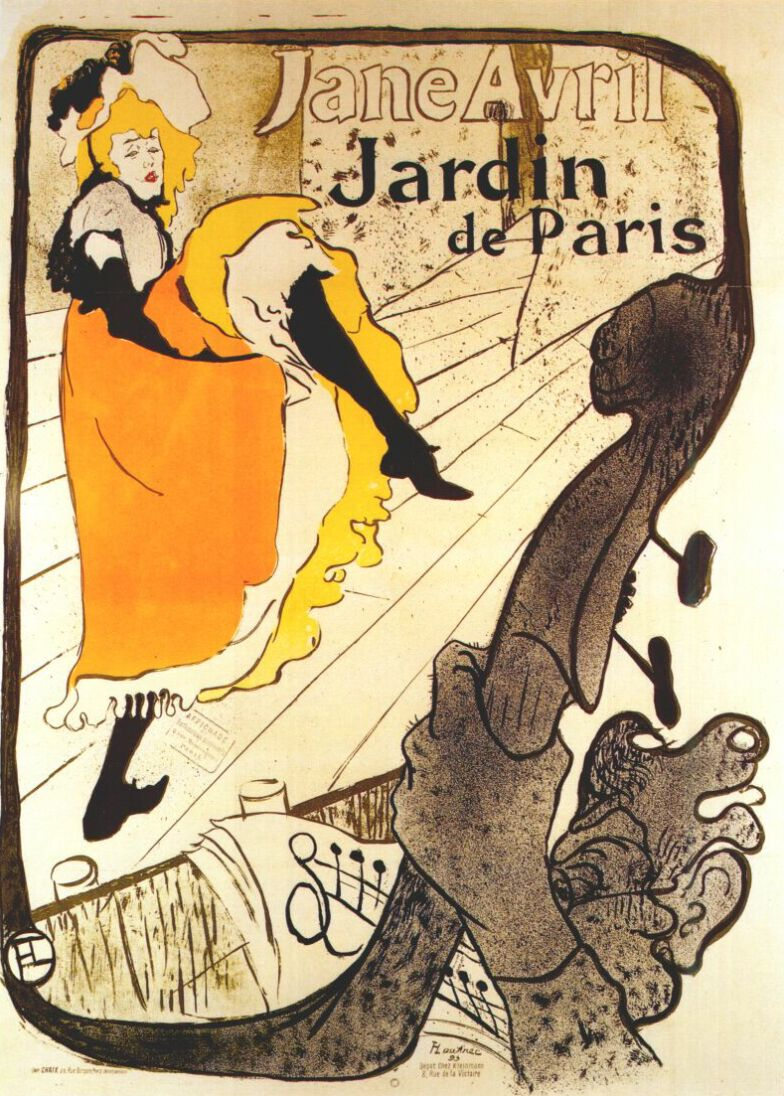
Jane Avril (1893)
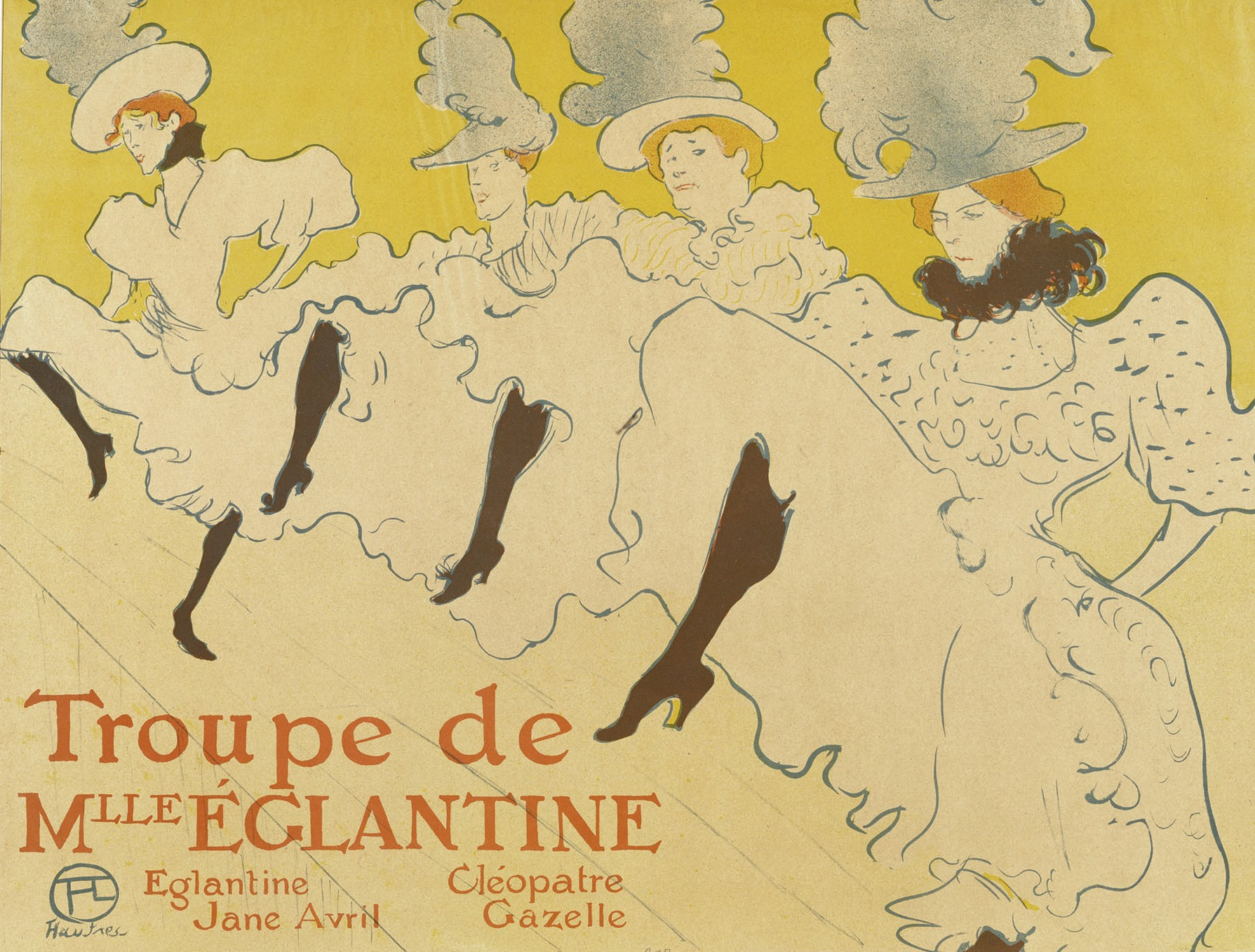
Troupe de Mlle Églantine Het dansen van de cancan (1896)

- Le moulin rouge: Bal Tous les soirs
- Ambassadeurs Aristide Bruant dans son cabaret
- La revue blanche
- Divan japonais
- L'estampe originale